# 목요 미스터리 시어터
목요 미스터리 시어터는 닛폰 TV이 편성했다 연속 TV 드라마이다.

## 방송 작품
- 요츠바신사의 숨은 직업 실연 보험~고백 써포트 전문가~
- 명탐정 코난 쿠도 신이치에의 도전장
- 비밀첩보원 에리카
- 형사 쿠로카와 스즈키
- 속임-대행 여배우 마키-
- VISION-살인이 보이는 여자-
- 아카 지로 원작 포이즌
- 도움 가게☆진파치